# El Duraznal Santa Fe
El Duraznal Santa Fe är en ort i Mexiko.   Den ligger i kommunen Chilón och delstaten Chiapas, i den sydöstra delen av landet, 800 km öster om huvudstaden Mexico City. El Duraznal Santa Fe ligger 1 232 meter över havet och antalet invånare är 483.
Terrängen runt El Duraznal Santa Fe är kuperad åt sydost, men åt nordväst är den bergig. Runt El Duraznal Santa Fe är det ganska tätbefolkat, med 54 invånare per kvadratkilometer. Närmaste större samhälle är Yajalón, 6,5 km norr om El Duraznal Santa Fe. I omgivningarna runt El Duraznal Santa Fe växer i huvudsak städsegrön lövskog.